# 奧斯塔車站
奧斯塔車站（義大利語：Stazione di Aosta）是義大利瓦萊達奧斯塔大區首府奧斯塔的主要鐵路車站，於1886年啟用。

## 服務

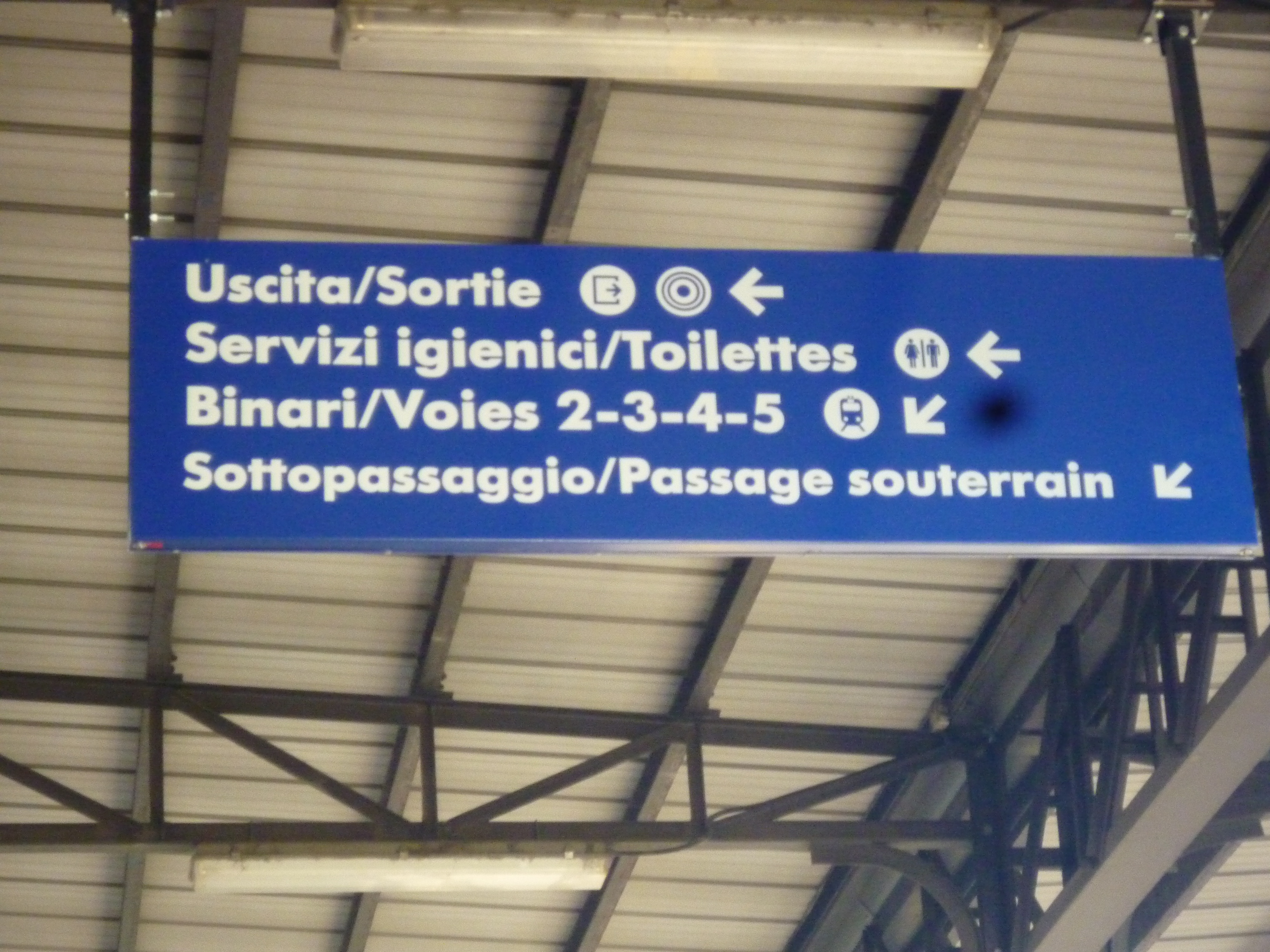
奧斯塔車站使用意大利語和法語雙語的標示

奧斯塔車站位於城市的南部，每年約有100萬人次乘客利用，主要目的地是都靈、基瓦索、伊夫雷亞。
由於車站所在的瓦萊達奧斯塔大區使用意大利語和法語兩種官方語言，因此車站內的標示也多以雙語呈現。